# Anapus
Anapus is een geslacht van wantsen uit de familie van de Miridae (Blindwantsen). Het geslacht werd voor het eerst wetenschappelijk beschreven door Carl Stål in 1858.

## Soorten
Het genus bevat de volgende soorten:

- Anapus americanus Knight, 1959
- Anapus dorsalis (Reuter, 1890)
- Anapus freyi (Fieber, 1864)
- Anapus kirschbaumi Stål, 1858
- Anapus longicornis Jakovlev, 1882
- Anapus pachymerus (Reuter, 1881)
- Anapus rugicollis (Jakovlev, 1877)